# 道後湯之町 (松山市)
道後湯之町（どうごゆのまち）は、愛媛県松山市の地名。2012年1月1日現在の人口は1,018人、世帯数は560世帯。郵便番号は790-0842。

## 地理
松山市東部に位置する。
道後湯月町、道後鷺谷町、道後多幸町、道後緑台、道後喜多町、道後町、道後公園、上市、道後姫塚、桜谷町と接している。

## 経済

### 産業
宿泊施設
道後温泉が近いため、宿泊施設が多い。
- 道後グランドホテル
- ふなや
- 道後プラザホテル
- 東雲亭
- はなや
- 谷屋
- 大和屋
- パティオ

金融機関
- 愛媛銀行
- 伊予銀行
- 愛媛信用金庫

## 校区
市立の小・中学校に通う場合、道後小学校、道後中学校の学区となる。

## 交通
県道187号線が町内を走る。

## 施設
- 温泉 - 道後温泉本館、椿の湯
- 道後からくり時計

## 出身人物
- 栗林力吉（栗林組会長、米子市議会議員、鳥取県議会議員）